# 5822 Масакічі
5822 Масакічі (5822 Masakichi) — астероїд головного поясу, відкритий 21 листопада 1989 року.
Тіссеранів параметр щодо Юпітера — 3,493.